# Jenipapos-canindés
Os jenipapos-canindés são um grupo indígena brasileiro que habita o município de Aquiraz, no estado do Ceará, mais precisamente a Terra Indígena Jenipapo-Kanindé.

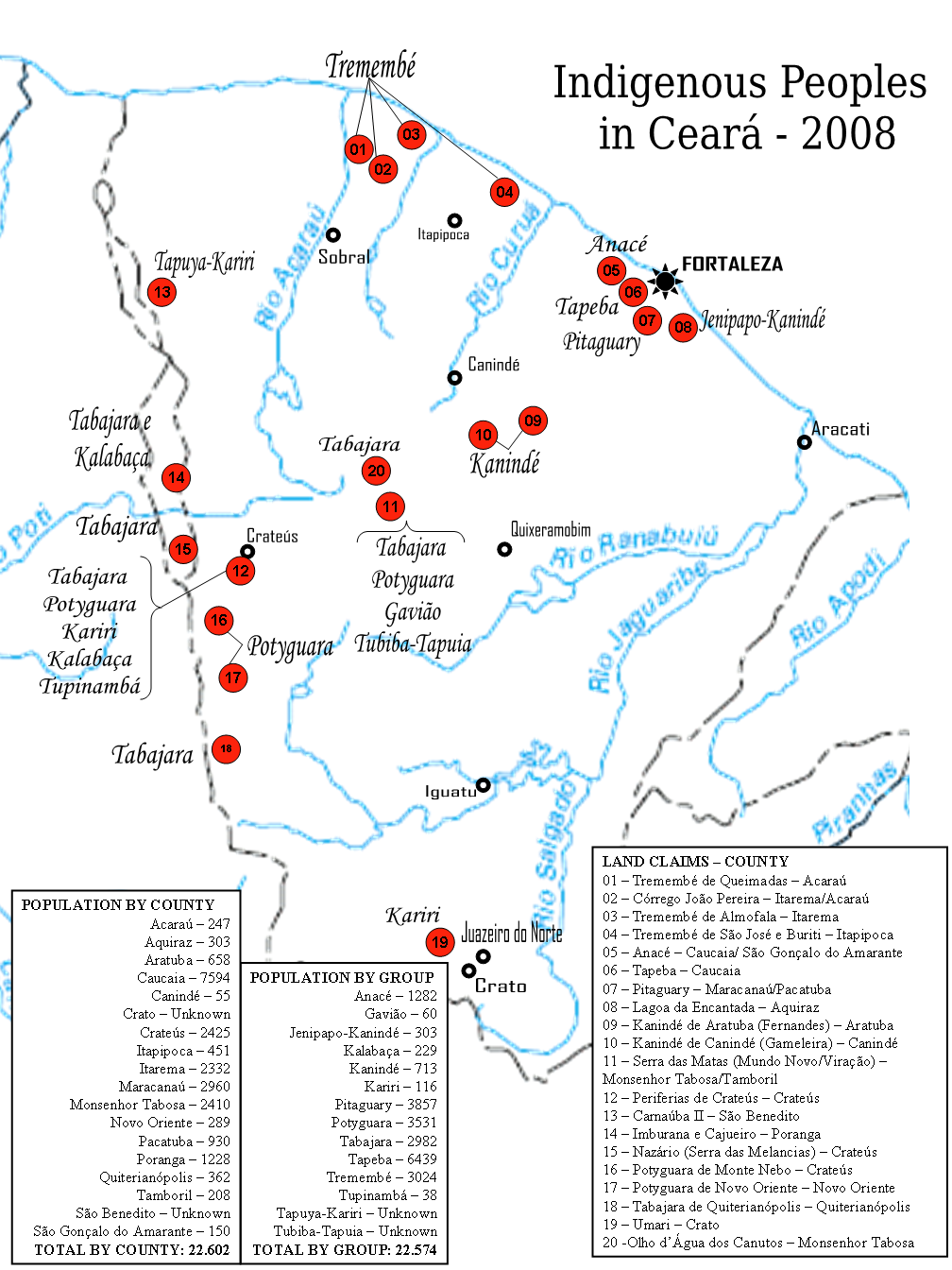
Mapa indicando a presença indígena contemporânea no Ceará. Fontes: FUNAI e FUNASA.